# Marika i P4
Marika i P4 var ett radioprogram lett av komikern Marika Carlsson.
Programmet hade premiär den 10 oktober 2014 och sändes på fredagseftermiddagar fram till juni 2016.
Innan Marika Carlssons intåg hette programledaren Tony Irving (Irving i P4). Sedan tidigare har även Magnus Uggla, Kikki Danielsson och Annika Lantz, bland andra, lett programmet uppkallat efter respektive programledare.